# Diocèse de Bayeux
Le diocèse de Bayeux (en latin : Dioecesis Baiocensis) est un ancien diocèse de l'Église catholique en France. C'est un des diocèses historiques de Normandie.
Il est fondé dès le IVe siècle sur le territoire (pagus) du peuple gaulois des Bajocasses, on parle aussi du Bessin.

## Histoire
Le premier évêque de Bayeux fut Exupère, au IVe siècle. Le diocèse appartient à la province ecclésiastique de Rouen ; l'évêque de Bayeux est le premier suffragant de la Métropole, troisième dans l'ordre de préséance des évêques normands, après celui de Rouen et d'Avranches. En 924, l'évêché de Bayeux, ainsi que le Maine passent sous la juridiction de Rollon. Son titulaire le plus célèbre fut Odon de Conteville, demi-frère de Guillaume le Conquérant.
La cathédrale est placée sous le vocable de Notre-Dame de l'Assomption et porte le titre immémorial d'« Insigne Église ». L'évêque de Bayeux était chancelier de l'université de Caen. Il est à noter que la baronnie de Briovère (Saint-Lô) est détachée du diocèse de Bayeux au profit de celui de Coutances.
Le siège du diocèse était le palais épiscopal de Bayeux. Après l'essor de la ville de Caen, qui devient la plus grande ville du diocèse, les évêques s'y font également construire une seconde résidence, mentionnée dès le XIe siècle dans le cartulaire de l’abbaye Saint-Martin de Troarn ; incorporé au couvent de la Charité de Caen au XIXe siècle pour être transformé en pensionnat, le palais épiscopal de Caen a été définitivement détruit en 1944 pendant la bataille de Caen.

## Refondation
L'ancien diocèse de Bayeux est remodelé par le concordat du 15 août 1801 sur les frontières du département du Calvados. Le 12 juin 1854, par un bref du pape Pie IX et par un décret de l'Empereur, le titre d’« évêque de Lisieux » est restauré (mais non le diocèse), et le diocèse de Bayeux créé en 1801 prend la nouvelle dénomination de diocèse de Bayeux et Lisieux.

## Administration
Le diocèse de Bayeux s'étendait sur :
- quatre archidiaconés subdivisés en dix-sept doyennés
  - Archidiaconé de Bayeux (210 paroisses)
    - Doyenné de Bayeux (14 paroisses)
    - Doyenné de Condé (43 paroisses)
    - Doyenné d'Évrecy (32 paroisses)
    - Doyenné de Fontenay-le-Pesnel (37 paroisses)
    - Doyenné de Villers (31 paroisses)
    - Doyenné de Vire (53 paroisses)

  - Archidiaconé de Caen (109 paroisses)
    - Doyenné de Caen (11 paroisses)
    - Doyenné de Creully (37 paroisses)
    - Doyenné de Douvres (29 paroisses)
    - Doyenné de Maltot (32 paroisses)

  - Archidiaconé d'Hiémois (133 paroisses)
    - Doyenné de Cinglais (47 paroisses)
    - Doyenné de Troarn (43 paroisses)
    - Doyenné de Vaucelles (43 paroisses)

  - Archidiaconé des Vez (154 paroisses)
    - Doyenné de Campigny (37 paroisses)
    - Doyenné de Couvains (32 paroisses)
    - Doyenné de Thorigny (30 paroisses)
    - Doyenné de Trévières (36 paroisses)
- deux exemptions
  - Exemption de Sainte-Mère-Église dans le diocèse de Coutances
  - Exemption de Cambremer dans le diocèse de Lisieux (9 paroisses)

Soit, en tout, 615 paroisses.
Le diocèse était composé également de deux officialités
- Officialité de Bayeux
  - Doyenné de Bayeux
  - Doyenné de Campigny
  - Doyenné de Couvains
  - Doyenné de Creully
  - Doyenné de Fontenay-le-Pesnel
  - Doyenné de Thorigny
  - Doyenné de Trévières
  - Doyenné de Villers
  - Doyenné de Vire
- Officialité de Caen
  - Doyenné de Caen
  - Doyenné de Cinglais
  - Doyenné de Condé
  - Doyenné de Douvres
  - Doyenné d'Évrecy
  - Doyenné de Maltot
  - Doyenné de Troarn
  - Doyenné de Vaucelles